# Campanula hofmannii
Campanula hofmannii är en klockväxtart som först beskrevs av Pantan., och fick sitt nu gällande namn av Werner Rodolfo Greuter och Hervé Maurice Burdet. Campanula hofmannii ingår i släktet blåklockor, och familjen klockväxter. Inga underarter finns listade i Catalogue of Life.

## Bildgalleri

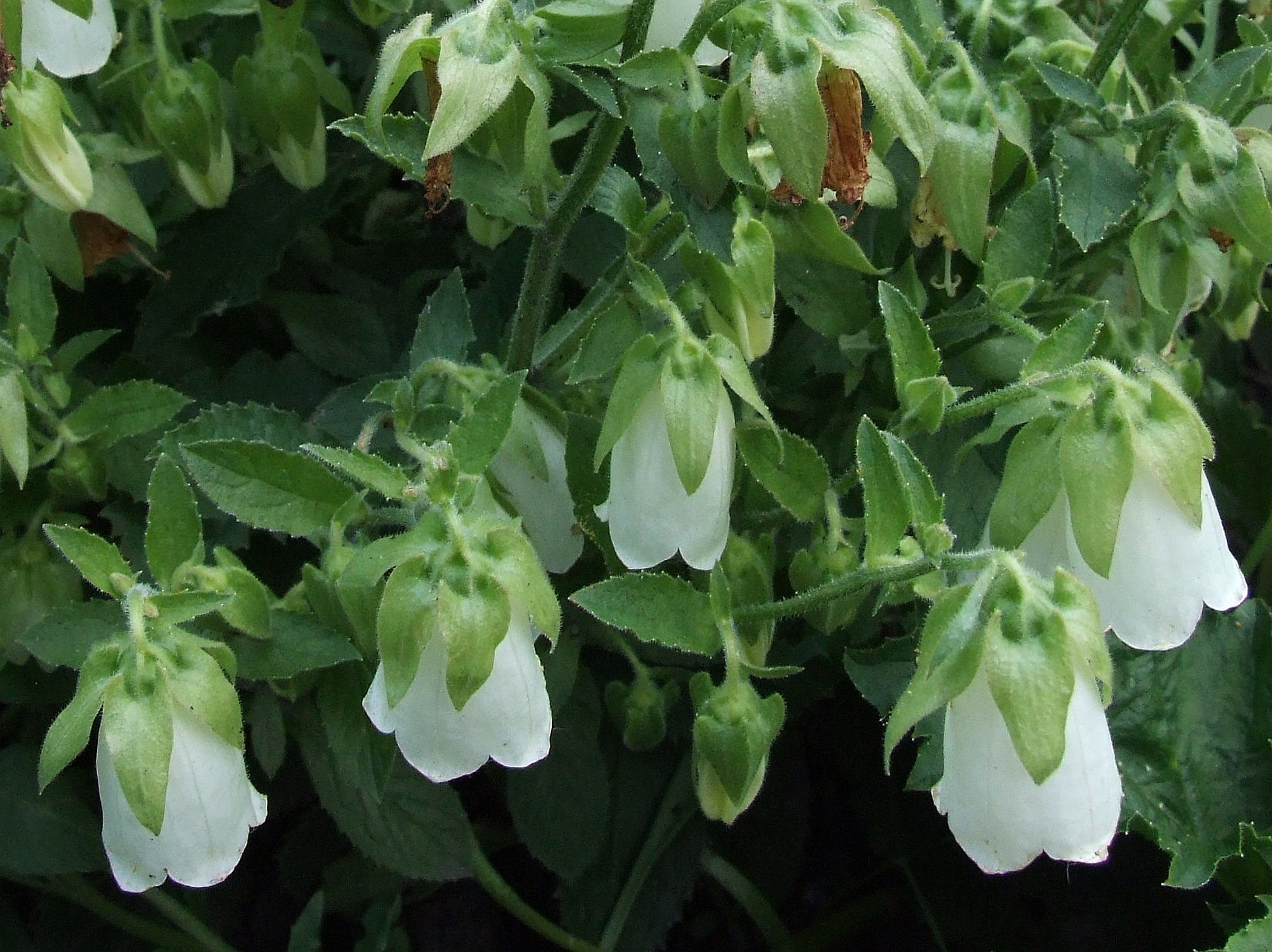
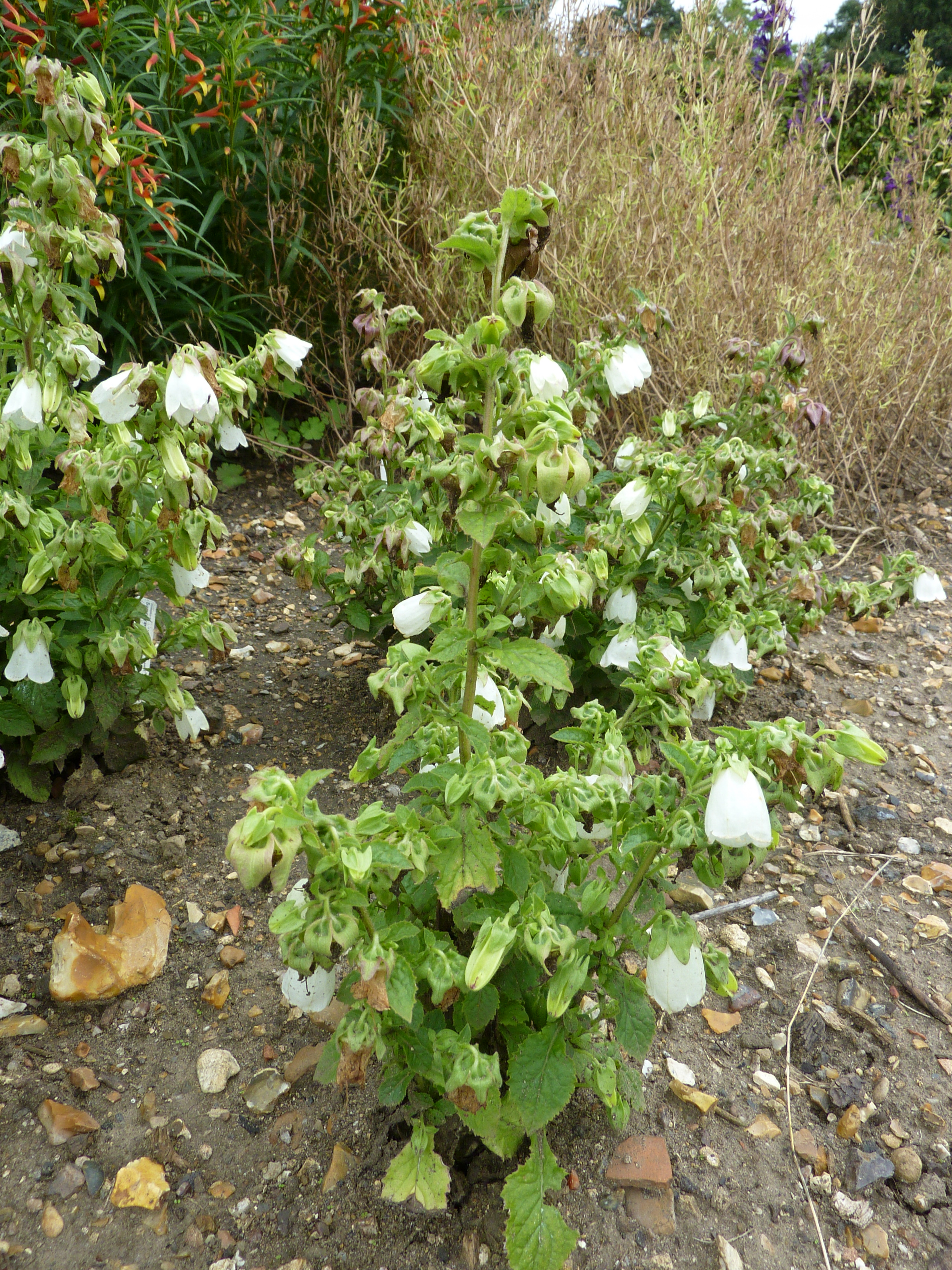
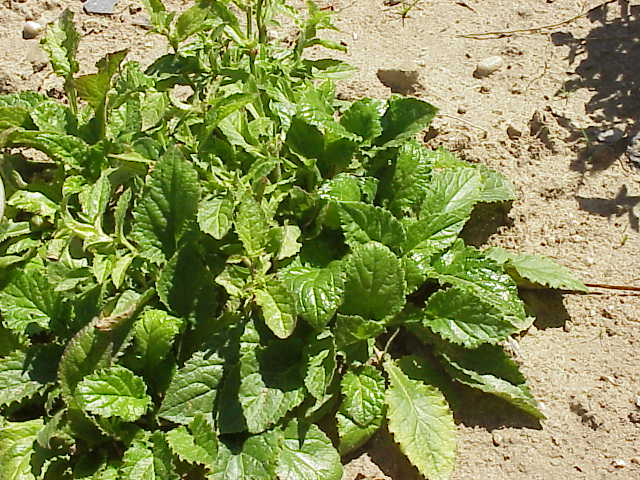
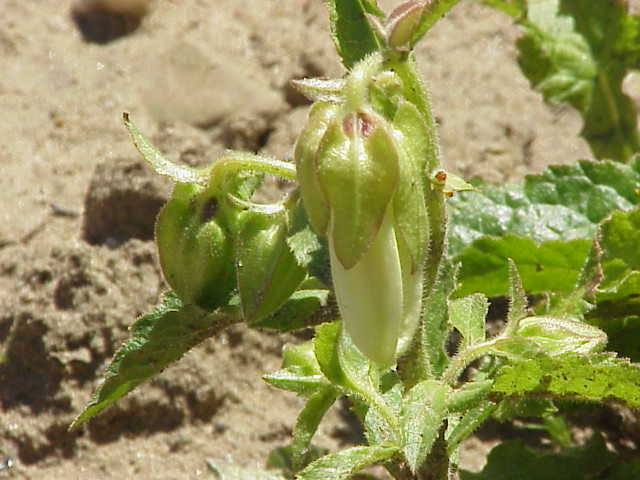